# The Soft Moon
The Soft Moon byla americká neo-post-punková skupina z Oaklandu. Jejím jediným oficiálním členem byl producent, zpěvák, skladatel a hudebník Luis Vasquez (30. května 1979 – 19. ledna 2024)

## Diskografie
Studiová alba
- The Soft Moon (LP/CD) – Captured Tracks (2010)
- Zeros (LP/CD) – Captured Tracks (2012)
- Deeper (LP/CD) – Captured Tracks (2015)

EP
- Total Decay (MLP/MCD) – Captured Tracks (2011)

Singly
- „Breathe the Fire“ (7") – Captured Tracks (2010)
- „Parallels“ (7") – Captured Tracks (2010)
- „Evidence“ (7") – s John Foxx and The Maths – Captured Tracks (2012)
- „Feel“ (7"/Cassette) – vlastní náklad (2014)

## Současní koncertní hudebníci
- Matteo Salviato – baskytara
- Matteo Vallicelli – bicí
- Luis Vasquez – zpěv, kytara, syntezátor, perkuse

## Dřívější koncertní hudebníci
- Damon Way – bicí automat, syntezátor
- Justin Anastasi – baskytara
- Keven Tecon – bicí